# Azra Quraishi

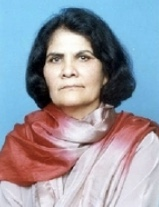
Azra Quraishi

 Azra Quraishi (* 22. September 1945 in Tonk, Rajasthan, Indien; † 22. November 2002 in Rawalpindi, Pakistan) war eine pakistanische Botanikerin und Hochschullehrerin. Sie  wurde bekannt für die Entwicklung virusfreier Pflanzkartoffeln und  durch ihre Arbeiten zur Gewebekultur. Sie erhielt 1997 als erste Wissenschaftlerin aus Pakistan den Borlaug-Preis.

## Leben und Werk
Quraishi war die Tochter des Chirurgen Abdul Sattar Quraishi und wanderte 1951 mit ihren Eltern nach Rawalpindi in Pakistan aus. Ihre Schulbildung erhielt sie an der Presentation & Convent School in Rawalpindi und sie studierte dann am Gordon College, Rawalpindi. Dort erlangte sie 1964 ihren Bachelor of Science-Abschluss und an der University of the Punjab in Lahore 1966 ihren Master of Science-Abschluss an der Botanikabteilung.
Von 1967 bis 1972 arbeitete sie als Dozentin an der Government Viqar-un-Nisa Women University in Rawalpindi. Nachdem sie ein Auslandsstipendium der pakistanischen Regierung erhalten hatte, studierte sie an der Universität Paris-Süd. Sie erhielt dort 1973 den Abschluss Master of Philosophy für ihre Arbeit zu Studien zu einigen Aspekten der vegetativen Vermehrung von Solanum tuberosum var. durch Gewebekulturtechnik. 1976 promovierte sie ebenfalls dort mit einer Dissertation zur Kallogenese und Organogenese von In-vitro-Sprossen von Solanum tuberosum var.
Sie unterrichtete von 1977 bis 1978 wieder an der Government Viqar-un-Nisa Women University. Als Postdoktorandin forschte sie anschließend bis 1980 an der University of Alberta in Edmonton, Kanada. Sie arbeitete dort im Bereich der Protoplastenkultur.
Sie kehrte nach Pakistan zurück und forschte als leitende wissenschaftliche Mitarbeiterin am Nuclear Institute for Agriculture and Biology (NIAB) in Faisalabad. Sie baute eine Gruppe für Arbeiten zur Pflanzengewebekultur auf und lehrte auch an der Quaid-i-Azam University in Islamabad. Amir Mohammad, der damalige Vorsitzende des Pakistan Agricultural Research Council (PARC), übertrug ihr die Verantwortung für die Einrichtung nationaler Gewebekulturprogramme. Quraishi etablierte eine virusfreie Kartoffelsaatgutproduktionstechnologie in Pakistan, die die Produktion um 5 % pro Jahr steigerte, und zu einem geringeren Saatgutimport aus Holland führte. Sie startete auch erfolgreiche Projekte zur Mikrovermehrung von Bananen, Dattelpalmen, Vinca Major und Mandarinen. Ihre Arbeit an der Gewebekultur ermöglichte auch das Screening der Salztoleranz in lokalen Weizen- und Reissorten, was zu Pflanzen mit verbesserten Eigenschaften führte.
Sie verfügte allein bei PARC über 17 Jahre umfangreiche Erfahrung in der Agrarforschung. Sie führte die Gewebekulturtechnologie in Pakistan ein und gründete die erste Gewebekulturanlage am National Agricultural Research Centre (NARC).
Sie hat mehr als 140 Forschungsarbeiten zu fast allen Aspekten der Pflanzengewebekultur veröffentlicht. Von der jordanischen Regierung wurde sie eingeladen, ein Gewebekulturlabor einzurichten. Durch die Teilnahme an zahlreichen internationalen Konferenzen spielte sie eine entscheidende Rolle bei der Vertretung Pakistans auf internationaler Ebene.
Sie war Mitglied der Pakistan Botanical Society sowie Mitglied einer Reihe anderer nationaler und internationaler Gesellschaften.
Quraishi starb 2002 im Alter von 57 Jahren.
Am 26. November 2002 gab der Vorsitzende des PARC, Badruddin Soomro, bekannt, dass das Institut für Agrarbiotechnologie und Genetikforschung (IABGR) NARC/PARC, in Islamabad nach Azra Quraishi umbenannt wurde.

## Auszeichnungen
- 1992: Hamdard Award[5]
- 1997: Norman Borlaug Award[6]
- 2001: PARC/PARSA Millenium Award[7]
- 2002: Ordre des Palmes Académiques[8]